# 乌尔苏拉·弗农
乌尔苏拉·弗农（Ursula Vernon，1977年5月28日—），美国作家、艺术家和插画家。她的图像小说《挖掘者》获雨果奖，短篇小说《Jackalope的妻子们》获星云奖。她还以T.金费舍为笔名发表以更年长读者为受众的作品。其长篇小说《荨麻和骨头》获2023年雨果奖。